# Amanuense

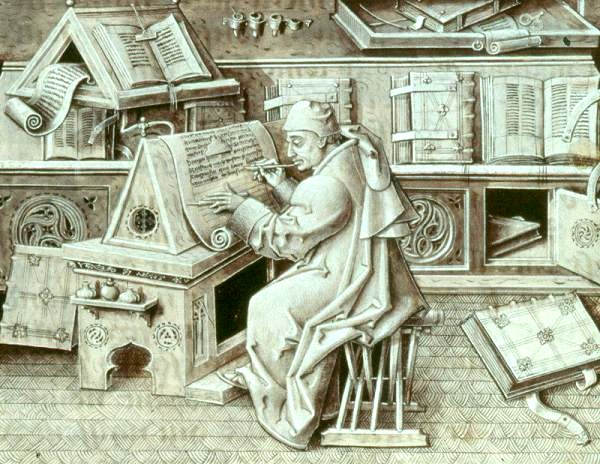
Amanuense medieval copiant un manuscrit

Amanuense (Amanuensis o Ad manum servus) fou antigament, en l'època romana, un esclau o llibert l'ofici del qual era d'escriure cartes i altres coses per encàrrec del seu amo o patró. Tanmateix, el terme també s'utilitza per a fer referència als escribes de manuscrits d'èpoques anteriors, així com actualment a qualsevol persona que escriu per còpia o per dictat.
Copista és el mot que designa qui reprodueix llibres a mà. D'aquí el seu sinònim, amanuense.
Destaca la seva tasca en la difusió del llibre fins a l'aparició de la impremta de tipus mòbils en el món occidental, a mitjan segle xv. Un copista experimentat era capaç d'escriure de dos a tres folis per dia. Escriure un manuscrit complet ocupava diversos mesos de treball. Això només pel que fa a l'escriptura del llibre, que posteriorment havien d'il·lustrar els il·luminadors, o encarregats de dibuixar les miniatures i caplletres miniades (de minium, en llatí, substància que produïa el color vermell de la tinta, el més habitual en aquestes il·lustracions), en els espais en blanc que deixava el copista.
Els estris més habituals que utilitzava el copista eren: penna (la ploma o penol), rasorium o cultellum (raspador) i atramentum (tinta).
La tècnica emprada era de subjectar el penol amb la mà dreta i el raspador amb l'esquerra, que li servia tant per a corregir els errors en l'escriptura com per a esmenar les irregularitats (arrugues, desperfectes) del pergamí, vitel·la o paper, aquest últim usat a Catalunya a partir del segle xiii.

## Història

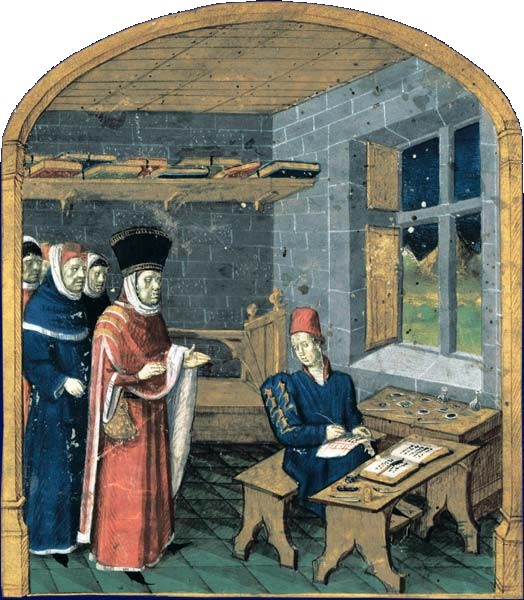
Supervisió de la còpia

La tasca del copista va tenir gran importància social en l'antic Egipte, on els escribes o copistes eren molt valorats; en aquella societat, l'escriptura jeroglífica era un saber al qual accedien només uns pocs, i per la necessitat de les classes dirigents, ocupaven un alt lloc entre la jerarquia administrativa. L'escriba, sempre de família principal, aprenia d'un escriba experimentat els ensenyaments del seu ofici des de petit. Assegut a terra amb les cames creuades, l'escriba egipci utilitzava com a suport el papir, elaborat després d'un complicat procés a partir la planta homònima, i usava per a escriure una ploma de canya o una tija de la mateixa planta del papir. L'escriptura adoptava el sentit de dreta a esquerra en columnes verticals.
Pel que fa a una de les característiques semàntiques més importants de la paraula copista, la de reproducció, difusió i conservació del llibre mitjançant la seva còpia, aquest ofici, que exercien els serfs, comença a Grècia, i més tard a Roma. El dominus o senyor feia copiar als seus esclaus, amb destinació a la seva biblioteca particular, qualsevol llibre. Els llibreters, que comercialitzaven aquests manuscrits, també tenien un nombre variable de copistes al seu càrrec per a atendre les seves necessitats de reproducció de llibres.
El panorama canvia quan són els centres monàstics els encarregats de transmetre i salvaguardar el patrimoni de llibres escrits. L'amanuense medieval acostumava a escriure o aïllat a la seva cel·la (el cas dels monjos cartoixans i dels cistercencs) o al scriptorium ('escriptori'), que era una dependència comuna del monestir condicionada per a tal fi; allà treballaven molts monjos alhora. En aquesta sala, els monjos escrivien habitualment al dictat, o traduïen els llibres escrits en grec o en llatí, amb la qual cosa es podien efectuar diverses còpies simultàniament. Era un treball ingrat, que obligava a forçar la vista, a causa de la llum pobra que en general penetrava en els monestirs medievals. Cada dia, el copista treballava en un fragment de l'exemplar o model encomanat, o bé podien treballar diversos copistes al mateix temps en un còdex, repartint-se els quaterni o quaderns.

## Nota
1. ↑  Miret i Sans, Joaquim; Ferrer i Mallol, Maria Teresa. Itinerari de Jaume I "el Conqueridor".  Institut d'Estudis Catalans, 2004, pàg.8. ISBN 978-84-7283-751-5 [Consulta: 8 gener 2012].